# Горелов, Фёдор Яковлевич
Фёдор Яковлевич Горелов (1 мая 1901, Миасский завод — 31 мая 1918, Миасс) — красногвардеец, участник Гражданской войны.

## Биография
Родился в семье рабочего.
Учился в низшем ремесленном училище, и ещё подростком начал работать: сначала на мельнице Дунаева, а затем на напилочном заводе. Великую Октябрьскую социалистическую революцию принял сразу, вместе со старшими товарищами в январе 1918 участвовал в мирном установлении в Миассе советской власти, стал членом Социалистического Союза рабочей молодёжи и бойцом отряда Красной гвардии.
Красногвардейские посты были выставлены в особо важных городских учреждениях: казначействе, торгово-промышленном банке, также красногвардейцы несли службу по охране города. 27 мая 1918 в составе отряда Красной гвардии отбыл в Златоуст на подавление вооружённого мятежа чехословацкой части, однако в это время такой же вооружённый мятеж произошёл в Миассе, что вынудило отряд возвращаться.
31 мая 1918, или, как считают другие источники, 1 июня 1918 попал в засаду белочехов у горы Моховой, близ Миасса. Вместе с другими товарищами (пулемётчик М. П. Червяков, бойцы П. Гарин, Н. Жебрун, Н. Дёмин) остался прикрывать отряд, отстреливался до последнего патрона, был ранен и взят в плен. Отказался дать сведения о численности и вооружении красногвардейского отряда. Требовали отречься и кричать «Долой советскую власть!», однако он снова отказался и угрожал мятежникам местью товарищей — тогда его повесили.
Похоронен на Троицком кладбище Миасса.

## Память
- Памятник Орлёнок (памятник), 1958.
- На месте его гибели в 1967 был установлен обелиск, мимо которого проходит Всесоюзный туристский маршрут № 55.
- На доме № 67, в котором жил, ранее была установлена мемориальная доска.
- Улица Болотная в Миассе, на которой жил, носит его имя.
- Улица Феди Горелова в Ленинском районе Челябинска (ранее — Арматурная). На доме № 15 возле перекрёстка с Копейским шоссе установлена мемориальная доска[1].
- В память о подвиге молодого красногвардейца в Миассе ежегодно проходила легкоатлетическая эстафета имени Феди Горелова.
- На Памире есть перевал его имени[2][3].
- В Миассе детский лагерь возле южного берега озера Тургояк носит имя Феди Горелова.